# Phragmataecia
Phragmataecia là một chi bướm đêm thuộc họ Cossidae. Các loài thuộc chi này phân bố Bắc Mỹ.

## Các loài
| - Phragmataecia albicans - Phragmataecia albida - Phragmataecia andarana - Phragmataecia argillosa - Phragmataecia brunni - Phragmataecia capucina - Phragmataecia castaneae - reed leopard - Phragmataecia cineraria - Phragmataecia cinnamomea - Phragmataecia clara - Phragmataecia dudgeoni - Phragmataecia erschoffi - Phragmataecia furia - Phragmataecia furiosa - Phragmataecia fusca - Phragmataecia fuscifusa - Phragmataecia grandis - Phragmataecia gummata | - Phragmataecia hummeli - Phragmataecia impura - Phragmataecia irrorata - Phragmataecia itremo - Phragmataecia lata - Phragmataecia longivitta - Phragmataecia okovangae - Phragmataecia pallens - Phragmataecia pallidalae - Phragmataecia purpureus - Phragmataecia reticulata - Phragmataecia roborowskii - Phragmataecia rubescens - Phragmataecia sericeata - Phragmataecia sordida - Phragmataecia stigmatus - Phragmataecia terebrifer - Phragmataecia testacea |

## Hình ảnh

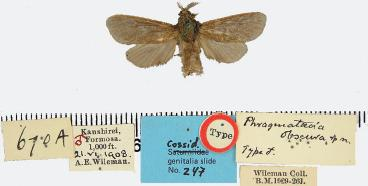
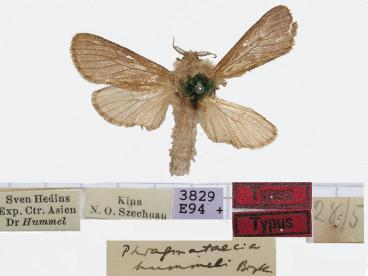
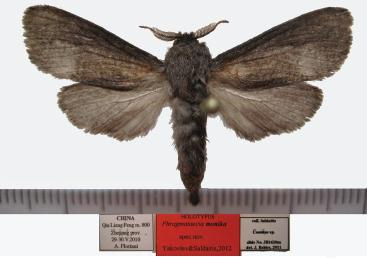